# Artonges
Artonges est une commune déléguée de Dhuys et Morin-en-Brie et une ancienne commune française, située dans le département de l'Aisne en région Hauts-de-France.
L'ancienne commune, à la suite d'une décision du conseil municipal et par arrêté préfectoral du 10 septembre 2015, est devenue une commune déléguée de la nouvelle commune de Dhuys et Morin-en-Brie depuis le 1er janvier 2016.

## Géographie

### Localisation
Artonges est située au sud-est du département de l'Aisne, à vol d'oiseau à 71,2 km au sud de la préfecture de Laon, et à 16,9 km au sud-est de la sous-préfecture de Château-Thierry. Elle se trouve à 7,1 km de Marchais-en-Brie, chef-lieu de la commune de Dhuys et Morin-en-Brie. 
Avant la création de la commune nouvelle de Dhuys et Morin-en-Brie, le 1er janvier 2016, Artonges était limitrophe du département de la Marne et de 5 communes, Pargny-la-Dhuys (2,6 km), Corrobert (4,2 km), Montlevon (4,2 km), Fontenelle-en-Brie (5,5 km) et Montmirail (6,6 km).
| Montlevon          | Pargny-la-Dhuys    |                   |
| Monthurel          | Artonges           | Corrobert (Marne) |
| Fontenelle-en-Brie | Montmirail (Marne) |                   |

### Géologie et relief
La superficie de la commune est de 1 312 hectares ; son altitude varie de 140  à   211 mètres.
Implanté sur un plateau élevé, non loin des sources de la Dhuys et à l'orée de la forêt des Rouges Fossés.

## Toponymie
Le nom de la localité est attesté sous les formes Hertongie (1038) ; Hertonges (1214) ; Hartonges (1503) ; Artonge (1583) ; Paroisse de Saint-Pierre-d’Artonges (1699).

## Politique et administration

### Liste des maires
| Période                                  | Période       | Identité        | Étiquette | Qualité                                 |
| ---------------------------------------- | ------------- | --------------- | --------- | --------------------------------------- |
| Les données manquantes sont à compléter. |               |                 |           |                                         |
| mars 2001                                | mars 2008     | François Girard |           |                                         |
| mars 2008                                | décembre 2015 | Ghislain Dadou  | SE        | Retraité Réélu pour le mandat 2014-2020 |

### Liste des maires délégués
| Période                                  | Période  | Identité       | Étiquette | Qualité                                 |
| ---------------------------------------- | -------- | -------------- | --------- | --------------------------------------- |
| 4 janvier 2016                           | En cours | Ghislain Dadou | SE        | Retraité Réélu pour le mandat 2020-2026 |
| Les données manquantes sont à compléter. |          |                |           |                                         |

## Démographie
L'évolution du nombre d'habitants est connue à travers les recensements de la population effectués dans la commune depuis 1793. Pour les communes de moins de 10 000 habitants, une enquête de recensement portant sur toute la population est réalisée tous les cinq ans, les populations de référence des années intermédiaires étant quant à elles estimées par interpolation ou extrapolation. Pour la commune, le premier recensement exhaustif entrant dans le cadre du nouveau dispositif a été réalisé en 2006.

En 2022, la commune comptait 174 habitants, en évolution de +4,19 % par rapport à 2016 (Aisne : −1,97 %, France hors Mayotte : +2,11 %).
| 1793 | 1800 | 1806 | 1821 | 1831 | 1836 | 1841 | 1846 | 1851 |
| ---- | ---- | ---- | ---- | ---- | ---- | ---- | ---- | ---- |
| 245  | 294  | 298  | 267  | 256  | 255  | 268  | 281  | 314  |

| 1856 | 1861 | 1866 | 1872 | 1876 | 1881 | 1886 | 1891 | 1896 |
| ---- | ---- | ---- | ---- | ---- | ---- | ---- | ---- | ---- |
| 311  | 300  | 305  | 311  | 286  | 277  | 295  | 272  | 296  |

| 1901 | 1906 | 1911 | 1921 | 1926 | 1931 | 1936 | 1946 | 1954 |
| ---- | ---- | ---- | ---- | ---- | ---- | ---- | ---- | ---- |
| 277  | 270  | 270  | 249  | 229  | 234  | 237  | 199  | 197  |

| 1962 | 1968 | 1975 | 1982 | 1990 | 1999 | 2006 | 2011 | 2016 |
| ---- | ---- | ---- | ---- | ---- | ---- | ---- | ---- | ---- |
| 229  | 235  | 159  | 142  | 134  | 145  | 159  | 193  | 167  |

| 2021 | 2022 | - | - | - | - | - | - | - |
| ---- | ---- | - | - | - | - | - | - | - |
| 172  | 174  | - | - | - | - | - | - | - |

## Lieux et monuments
- Le chœur et la nef de l'église Saint-Pierre ont été inscrits à l'inventaire supplémentaire des monuments historiques le 5 juin 1928. Ses premiers éléments remontent au XVe siècle. Elle fut remaniée au cours des siècles. Cette église ne possède pas de clocher à proprement parler, mais une cloche logée dans une lucarne du versant nord du toit de la nef. L'église fait l'objet d'une réhabilitation complète et a été rendue au culte à l'occasion d'une messe concélébrée par l'abbé Gandon, curé de la paroisse Notre-Dame des trois vallées dont elle dépend et monseigneur Giraud, évêque du diocèse de Soissons, en 2009.

- La fontaine est alimentée par une source réputée, jadis, pour guérir les maux de gorge et les fièvres.

- Le lavoir est décoré sur le thème de la fable de Jean de La Fontaine Le renard, les mouches et le hérisson.

- Le château d'Artonges, ancienne seigneurie vassale de Montmirail, est une propriété privée.